# 먹대가리부시마스터
먹대가리부시마스터(영어: black-headed bushmaster, 학명: Lachesis melanocephala)는 코스타리카에서 발견되는 살무사아과 부시마스터속의 독사 종이다. 현재 인정되는 아종은 없다.